# Constitution soviétique
Cet article court présente un sujet plus développé dans : Droit soviétique et République socialiste soviétique.

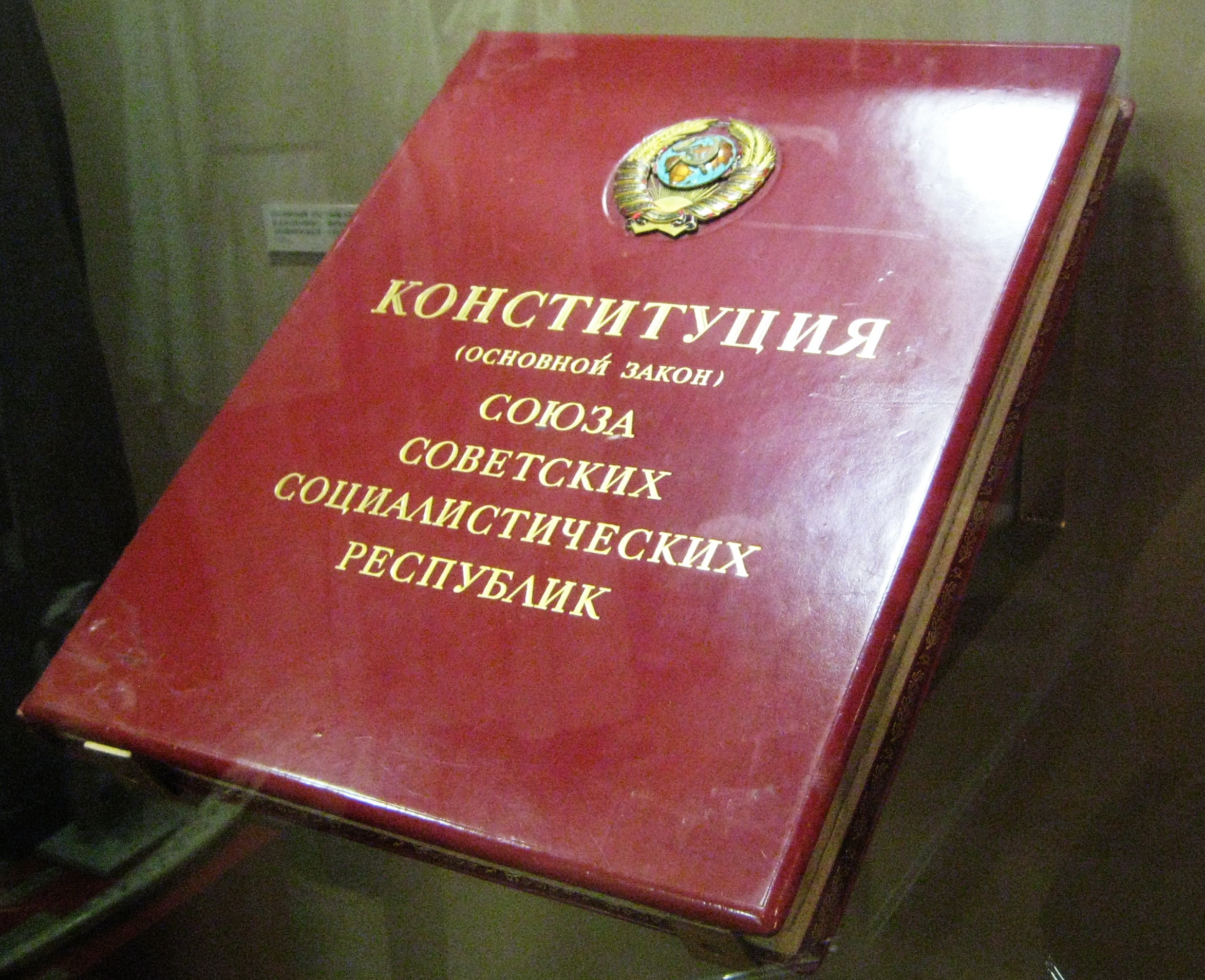
Constitution soviétique

L'URSS a été gouvernée selon trois constitutions successives de sa création fin 1922 à sa dislocation en 1991 :
- la constitution soviétique de 1923 ;
- la constitution soviétique de 1936 ;
- la constitution soviétique de 1977.